# Sabayon
Pour le système d'exploitation, voir Sabayon Linux.
Le sabayon (de l'italien zabaione) est une spécialité culinaire italienne à base de jaune d'œuf auquel un produit (du marsala par exemple) a été ajouté.

## Histoire
Une source dit que l'invention remonte à 1471 et était l'œuvre du capitaine mercenaire Giovan Paolo Baglioni.
Plusieurs traditions, plus ou moins légendaires, lui donnent une origine différente ; ainsi, Catherine de Médicis aurait introduit le sabayon en 1533 à la cour de France.
Dans les années 1950, en Italie, il est à l'origine de liqueurs connues comme le Vov et le Zabov.

## Caractéristiques
Le sabayon est obtenu en incorporant un liquide, généralement du marsala, à des jaunes d'œufs. Cette incorporation se fait au fouet, à feu vif (dans certains restaurants, le sabayon est préparé devant le client « à la minute » pour le spectacle), jusqu’à obtenir une préparation mousseuse et parfumée. Le sabayon est servi chaud ou tiède, seul, en nappage ou accompagné d'une garniture.
Il existe différents sabayons sucrés ou salés qui sont comparables à des sauces. Par exemple, le sabayon sucré au vin moelleux (jaune d’œufs, sucre et vin moelleux) destiné à accompagner des dés de fruits, ou bien un sabayon salé au citron (jaune d’œufs, citron, sel, réduction de vin blanc sec ou de champagne) destiné à accompagner des coquilles Saint-Jacques.
Il peut aussi être utilisé comme base à une mousse, à la sauce hollandaise, à la sauce mousseline ou un autre entremets (sabayons sucrés en particulier). Le lait de poule est un sabayon au lait, à la crème, aux épices et à la liqueur qui se prépare comme un sabayon.